# Vicente Valverde
 (février 2012).
Pour les articles homonymes, voir Valverde.
Vicente Valverde (1498-1541) est un missionnaire et évêque espagnol qui participa à la colonisation de l'Amérique. Il naquit vers la fin du XVe siècle et mourut en Équateur en 1541. Il accompagna Francisco Pizarro dans son expédition au Pérou aux environs de l'année 1530.

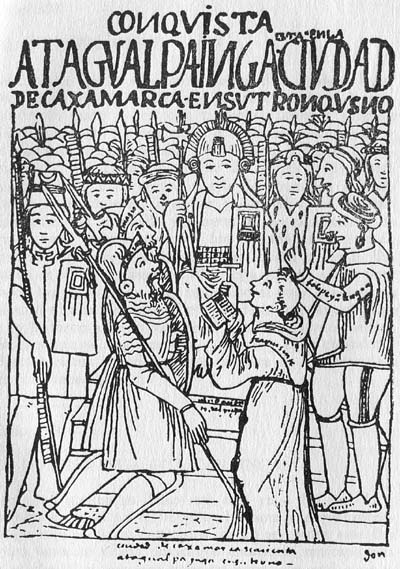
Rencontre de Pizarro et Atahualpa à Cajamarca. Vicente Valverde présente une Bible. Debout à sa droite, l'interprète Felipillo en costume espagnol. (illustration du début du XVIIe siècle.)

## Biographie

### Avant l'expédition
Vincent de Valverde est né à Oropesa, il est le fils de Francisco de Valverde et Ana Alvarez de Vallegada. Il grandit en Espagne et fréquenta de nombreuses nobles familles, en particulier celle de Francisco Pizarro et celle de Hernán Cortés. Il devint membre de l'Ordre des Prêcheurs au couvent de San Esteban à Salamanque en 1524.

### L'expédition de Pizarro
En 1529, il accompagna Pizarro comme émissaire dans son voyage pour conquérir le Pérou. Avant la bataille de Cajamarca du 16 novembre 1532, il s'efforça d'obtenir pacifiquement la soumission du grand Inca Atahualpa ; mais après la détention de ce dernier, il se chargea de son exécution.
Après la mort d'Atahualpa, Francisco Pizarro constata qu'il n'y avait plus d'obstacles à sa conquête et décida de marcher sur Cuzco le 15 novembre 1533, suivi par Vincent de Valverde et ses compagnons. Le 23 mars 1534, une nouvelle église fut érigée à Cuzco, du nom du Fray de Valverde. Pizarro mit également Vincent de Valverde à la tête d'une large commanderie d'Amérindiens, que ce dernier maltraita et utilisa comme esclaves.

### Après l'expédition
Plus tard en 1534, Vincent de Valverde se rendit en Espagne pour assister Hernando Pizarro dans ses négociations à la Cour. Arrivé en Espagne, il fut nommé évêque de Cuzco et du Pérou en 1538 par l'Impératrice-régente, puisque le premier nommé Fernando de Luque était mort quelques années plus tôt à Panamá.
En 1536, il fut encore une fois nommé inquisiteur et protecteur des autochtones. Il revint donc au Pérou au début de l'année 1538, juste avant l'exécution de Diego de Almagro, qu'il tenta vainement d'empêcher. Lorsque l'empereur Charles Quint apprit les victoires de Pizarro, il nomma de Valverde premier évêque de Cuzco, ce qui fut ratifié par le pape Paul III. Il fut cependant accusé par Antonio de Game dans une lettre à Charles Quint datée de 1539, d'actes arbitraires et d'avoir cherché à confisquer à son profit les terres des indigènes.
Le début de la révolte des Indiens qu'il maltraitait, puis l'exécution de Diego de Almagro qu'il défendait contraignirent Vincent de Valverde à fuir le Pérou. Partant pour Panamá, il dut faire une brève halte à l'île Puná, où il fut assassiné par les indigènes en 1541.
Durant sa vie en tant que colon, Vincent de Valverde fut surtout connu pour sa maltraitance des Indiens qu'il considérait comme esclaves et les forçait à travailler pour l'église.

## Postérité
La ville péruvienne d'Ica, fondée en 1563 par Gerónimo Luis de Cabrera, porta jusqu'en 1640 le nom de Villa de Valverde en son honneur.
Durant sa vie en tant que colon, Vincent de Valverde fut surtout connu pour sa maltraitance des Indiens qu'il considérait comme esclaves et les forçait à travailler pour l'église. Ces traitements sont également mentionnés dans ces vers du poème « Les conquérants de l'or » de José-Maria de Heredia :
Le très savant et très miséricordieux

Moine dominicain Fray Vincent de Valverde

Qui, tremblant qu'à jamais leur âme ne se perde

Et pour l'éternité ne brûle dans l'Enfer,

Fit périr des milliers de païens par le fer 

Et les autodafés et la hache et la corde,

Confiant que Jésus en sa miséricorde,

Doux rémunérateur de son pieux dessein,

Recevrait ces martyrs ignorants dans son sein.

## Sources
- Cet article est partiellement ou en totalité issu de l'article intitulé « Frère Vincent de Valverde » (voir la liste des auteurs).